# Hicham Benouzza
Hicham Benouzza (21 maart 1991) is een Marokkaans wielrenner.

## Carrière
In 2017 won Benouzza de laatste etappe van de Ronde van Ivoorkust door de sprint met zeven te winnen. In het eindklassement werd hij zevende, op twee minuten van Dieter Bouvry.

## Overwinningen
2017
7e etappe Ronde van Ivoorkust